# فرانسیسمار کاریوکا دی اولیویرا
فرانسیسمار کاریوکا دی اولیویرا (به پرتغالی: Francismar Carioca de Oliveira) هافبک اهل برزیل است که در شهر Ubá و در تاریخ ۱۸ آوریل ۱۹۸۴ به دنیا آمده‌است.
فرانسیسمار کاریوکا دی اولیویرا در تیم‌های فوتبال América-MG، کروزیرو، کاوازاکی فرونتال، توکیو وردی، کروزیرو، Juventude، Atlético Goianiense، Ipatinga، Náutico، Grêmio Prudente، ASA، Villa Nova، Boa Esporte، Penapolense، باشگاه فوتبال اینچئون یونایتد، Boa Esporte، واسکو دوگاما سابقهٔ حضور دارد.